# ألبرت تسابل
ألبرت تسابل (بالألمانية: Albert Zabel)‏ (و. 1834 – 1910 م) هو ملحن، وأستاذ جامعي، وعازف قيثار ‏ ألماني، ولد في برلين، يستخدم آلات قيثار، توفي في سانت بطرسبرغ، عن عمر يناهز 76 عاماً.

## روابط خارجية
- ألبرت تسابل على موقع ميوزك برينز (الإنجليزية)
- ألبرت تسابل على موقع ديسكوغز (الإنجليزية)